# عبد الرحمن الدوسري
عبد الرحمن بن محمد بن خلف بن عبد الله بن فهد آل نادر الدوسري الشهير باسم عبد الرحمن الدوسري (1332هـ/1914م - 1399هـ/1979م) هو فقيه ومفسر ومحدث وشاعر وعالم مسلم من علماء أهل السنة والجماعة.
ترجع أصول عبد الرحمن الدوسري إلى مدينة السليل، وقد نزح جده منها إلى مدينة الشماسية الواقعة في القصيم، واستقر فيها، وفي سنة 1322هـ/1904م انتقل والده «محمد بن خلف الدوسري» إلى الكويت ليعمل فيها، وفي سنة 1332هـ/1914م وُلد عبد الرحمن الدوسري في البحرين وقد ولد هناك بسبب زيارة
والديه لجده لأمه علي بن سليمان اليحيى الذي كان مقيمًا فيها، وعاد به والداه إلى الكويت في أشهره الأولى. نشأ الدوسري في حي المرقاب في الكويت، وطلب العلم في المدرسة المباركية، فحفظ القرآن الكريم، ودرس مختلف العلوم الشرعية والعربية فيها، وتتلمذ على عدد كبير من العلماء. وبعد خروجه من المدرسة المباركية، أصبح يزاول البيع والشراء مع والده في تجارة البشوت (المشالح)، ولم ينقطع من الدراسة الحرة عن طريق القراءة ومقابلة العلماء. وقد أمضى الدوسري في الكويت خمسين سنة من حياته ثم انتقل إلى مدينة الرياض في السعودية في سنة 1382هـ/1962م واستقر بها حتى وفاته في 16 ذو القعدة 1399هـ/7 أكتوبر 1979م.
عمل عبد الرحمن الدوسري بعد انتقاله إلى مدينة الرياض في المجال الدعوي، وإقامة خطب يوم الجمعة، بالإضافة إلى أمور الإرشاد والوعظ، وكان يكثر من عمل المحاضرات والندوات. خلف الدوسري عدد كبيرًا من المصنفات في مختلف المواضيع، بالإضافة إلى عدد كبير من القصائد، ومن مؤلفاته تفسير «صفوة الآثار والمفاهيم في تفسير القرآن العظيم»، و«الجواهر البهية في نظم المسائل الفقهية على مذهب الحنابلة الأحمدية» وهي قصيدة تشتمل على اثنا عشر ألف بيت، و«إيضاح الغوامض من علم الفرائض» وهي قصيدة يبلغ عدد أبياتها حوالي 1048 بيتًا.

## بداياته

### نسبه ومولده
هو: «عبد الرحمن بن محمد بن خلف بن عبد الله بن فهد آل نادر آل حنيش الودعاني الدوسري.» تعود أصوله إلى مدينة السليل، فقد نزح جده عبد الله بن فهد آل نادر عنها إلى مدينة الشماسية الواقعة في القصيم، وتزوج وأنجب بها عددًا من الأولاد منهم «خلف» الذي أنجب عددًا من الأبناء ولم يبق منهم سوى «محمد». وفي سنة 1322هـ/1904م انتقل والد عبد الرحمن «محمد» من الشماسية إلى الكويت ليعمل هناك في الغوص لاستخراج اللؤلؤ ثم في تجارة «البشوت (المشالح)»، وفي سنة 1326هـ/1908م رجع إلى الشماسية للزواج فتزوج من «لطيفة بنت علي اليحيى» ثم رجع إلى الكويت وقد استقر في الكويت إلى عام 1363هـ/1944م حيث رجع إلى القصيم واستقر في بريدة.
وُلد عبد الرحمن الدوسري في البحرين في سنة 1332هـ/1914م «لمحمد بن خلف الدوسري» و«لطيفة بنت علي اليحيى»، وذلك أثناء زيارة والديه لجده لأمه «علي بن سليمان اليحيى» الذي كان مقيمًا في البحرين ويعمل في التجارة هناك، وكان ذلك أثناء إقامتهما في الكويت، فولد عبد الرحمن الدوسري هناك وعاد به والداه إلى الكويت في أشهره الأولى.

### نشأته وطلبه للعلم وشيوخه
نشأ في حي المرقاب في الكويت، وطلب العلم في المدرسة المباركية، حفظ القرآن الكريم، وحفظ «ثلاثة الأصول» وشرحها، و«الدرة المضية» للسفاريني، و«الرحبية» و«البرهانية» في الفرائض، و«هدية الألباب في جواهر الآداب»، ومنظومة الآداب المشهورة لابن عبد القوي، ولامية  بن الوردي، ولامية العرب، ولامية  العجم، وقصائد أخرى. وحفظ «دليل الطالب لنيل المطالب»، وحفظ جملة من الأحاديث من «منتقى الأخبار»، ومجموعات أخرى من غيره، ودرس السيرة النبوية وطرفًا من التاريخ، وحفظ الكافية الشافية (نونية ابن القيم).
قرأ في المدرسة المباركية على عدد من العلماء هم: «عبد العزيز الرشيد»، و«محمد بن أحمد النوري الموصلي»، و«يوسف بن عيسى القناعي»، و«محمد خراشي المصري». وقد مكث في المدرسة المباركية سبع سنين، وبعد خروجه منها درس التوحيد والفقه على يد «عبد الله بن خلف الدحيان» و«صالح بن عبد الرحمن الدويش»، وأثناء تردده إلى البحرين كان يقابل «قاسم بن مهزع» ويتدارس معه. ويُذكر أنه تأثر بعبد الله بن خلف الدحيان وقاسم بن مهزع تأثرًا كبيرًا. وأخذ العلم أيضًا عن محمد سليمان الجراح. وبعد خروجه من المدرسة المباركية، أصبح يزاول البيع والشراء مع والده في تجارة «البشوت (المشالح)»، ولم ينقطع من الدراسة الحرة عن طريق القراءة ومقابلة العلماء. واستمر في هذه التجارة حتى استقل بها عن والده سنة 1375هـ/1956م. وقد أمضى في الكويت خمسين سنة من حياته ثم انتقل إلى مدينة الرياض في السعودية في 12 صفر 1382هـ/14 يوليو 1962م واستقر بها حتى وفاته في 16 ذو القعدة 1399هـ/7 أكتوبر 1979م.

## سيرته
كان عبد الرحمن الدوسري يعمل منذ قدومه إلى مدينة الرياض في سنة 1382هـ/1962م حتى وفاته بالتنقل بين مساجدها ويخطب خطبة يوم الجمعة، ولم يلتزم مسجدًا معينًا، وقد كان الخطباء يستعينون به في إعداد مواضيع الخطبة، أو أن يخطب بدلًا عنهم، وقد كان يقوم بذلك بهدف الدعوة، وقد كان يقوم بذلك أيضًا عند سفره في مدن السعودية فيستأذن من إمام المسجد ويخطب فيه. بالإضافة إلى ذلك فقد كان يقوم بأمور الإرشاد والوعظ، فيصلي في بعض المساجد، وعند انتهائه من الصلاة يقوم بالوعظ والنصح. وبالإضافة إلى ذلك فقد كان يكثر من عمل المحاضرات في الجامعات والمدارس والمعاهد والمساجد، وقد كان يكثر فيها الحديث عن الماسونية، وأفردها في محاضرات كثيرة. وكان يشارك في الندوات التي تقيمها دار الإفتاء في السعودية، ووزارة الحج.

## مؤلفاته
ألف عبد الرحمن الدوسري العديد من المصنفات في مختلف المواضيع، في العقيدة والتفسير والفقه وأصوله والفرائض، وشرح بعض الأحاديث المختارة. وقد كانت له أيضًا مؤلفات شعرية، ومن مؤلفاته (بعضها مطبوعة وبعضها مخطوطة):
- صفوة الآثار والمفاهيم في تفسير القرآن العظيم. وهو تفسير للقرآن الكريم.
- نفثات داعية.
- فلسطينيات: وقد خدموا صهيون في سوء فعلهم. قصيدتان تتحدثان عن النكبة الفلسطينية.
- البيان: مقدمة وخاتمة. بالاشتراك مع "علي الحمد الصالحي".
- تربية الإسلام وادعاءات التحرر.
- النفاق: آثاره ومفاهيمه.
- الأجوبة المفيدة لمهمات العقيدة.
- تفسير آية الكرسي.
- الآثار.
- يهود الأمس: سلف سيء لخلف أسوأ.
- اليهودية والماسونية.
- الأجوبة المفيدة.
- الجواهر البهية في نظم المسائل الفقهية على مذهب الحنابلة الأحمدية. (قصيدة تشتمل على اثنا عشر ألف بيت).[1][33]
- الجواب المفيد في الفرق بين الغناء والتجويد.
- التربية في الإسلام.
- الصوم.
- الحج.
- للحق و الحقيقة من كلام خير الخليقة.
- مشكاة التنوير حاشية على شرح الكوكب المنير. (في علم الأصول).
- إيضاح الغوامض من علم الفرائض. (قصيدة عدد أبياتها حوالي 1048 بيتًا).
- شرح المنظومة السخاوية.
- تعليقات متنوعة على كتب العلم.
- أركان الإسلام. (يقع في 4 أجزاء).
- مسلم الثبوت في الرد على شلتوت.
- السيف المنكي في الرد على حسين مكي.
- إرشاد المسلمين إلى فهم حقيقة الدين.
- الإنسان الكامل الشريف والحيوان الناطق المخيف.
- معارج الوصول إلى علم الأصول.
- تكملة منظمومة الصرصري في قصة يوسف وتعليقات عليها.
- مختارات من التفسير والرويات.
- أرجوزة في حكم من أقوال العلماء والحكماء والقادة وسائر المفكرين.
- الحق أحق أن يتبع.
- المجاني المختارة من ثمرات الكتب وكلمات الفحول.
- أضواء على الرويات والتاريخ.
- النظم المرنيّ في الرد على الشاعر القرويّ.
- قمع المفتري على الله.
- تأملات عميقة في أحسن القصص.
- نور على نور مقتبس من سورة النور.
- محاضرات ومناظرات.
- ملاحظات على التاريخ.
- عروبة وعروبة.
- كيف نحارب إسرائيل: اليهودية والماسونية وكيفية المواجهة.
- أجوبة على المحاضرات.
- من كنوز السنة.
- مركب النقص.
- الجاهلية الجديدة.
- فلسفة أركان الإسلام.
- الأسلحة التي انتصر فيها اليهود.
- معارضات لمحاضرات الخضري، وبيان ما فيها من النقول الخاطئة.
- المرأة بين أمواج المدينة الجديدة وشاطئ الأمان.

## وفاته
توفي عبد الرحمن الدوسري في صباح يوم الأحد 16 ذو القعدة سنة 1399هـ الموافقة ليوم 7 أكتوبر سنة 1979م في مدينة لندن في المملكة المتحدة. وقد ذهب إلى هناك في رحلة علاجية. فنقل من هناك على طائرة إلى مدينة جدة ثم نقل منها على طائرة أخرى إلى مدينة الرياض، وصُلي عليه بعد صلاة الظهر يوم الأربعاء 19 ذو القعدة في الجامع الكبير، ودفن بمقبرة العود.